# Terminal Fluvial do Montijo
O Terminal Fluvial do Montijo, também denominado de Cais do Seixalinho, é um dos seis pontos de ligação da Transtejo e Soflusa à Margem Norte do rio Tejo, permitindo o acesso às embarcações que fazem o trajeto entre o Cais do Sodré e o Montijo:
- ~M~ Cais do Sodré ⇄ Montijo

O terminal está situado na Estrada do Seixalinho, na zona do Montijo, próximo da Base Aérea Nº6. Faz ligação a inúmeras linhas da Carris Metropolitana nas paragens circundantes, possibilitando o transporte direto até Afonsoeiro, Alcochete, Alto Estanqueiro, Atalaia, Bairro do Esteval, Montijo, Passil, Samouco, São Francisco e Sarilhos Grandes, e conta com uma praça de táxis.

## História
Em 1852, fruto dos movimentos populacionais do Alentejo para a zona do Montijo, na altura chamada de Aldeia Galega do Ribatejo, e consequentemente do aumento da procura pelas ligações fluviais a Lisboa, teve início a construção de uma ponte-cais em madeira com 315 metros de comprimento, próximo da zona central da vila. Devido à falta de resistência do material utilizado para as condições que o mesmo tinha de suportar, revelou-se necessária a substituição da madeira por cantaria e pedra, uma intervenção que teve início em 1861.
Em 1927, devido ao considerável aumento do tráfego rodoviário na zona, procedeu-se à construção de um aterro que iria albergar um estacionamento com capacidade para cerca de 200 veículos. Na mesma altura foi também reconstruído o porto em betão armado de forma a facilitar a atracagem de ferries. Em 1982, foi demolido um arco onde se informavam os horários de embarque e foi também abandonado o transporte de veículos a partir deste local.

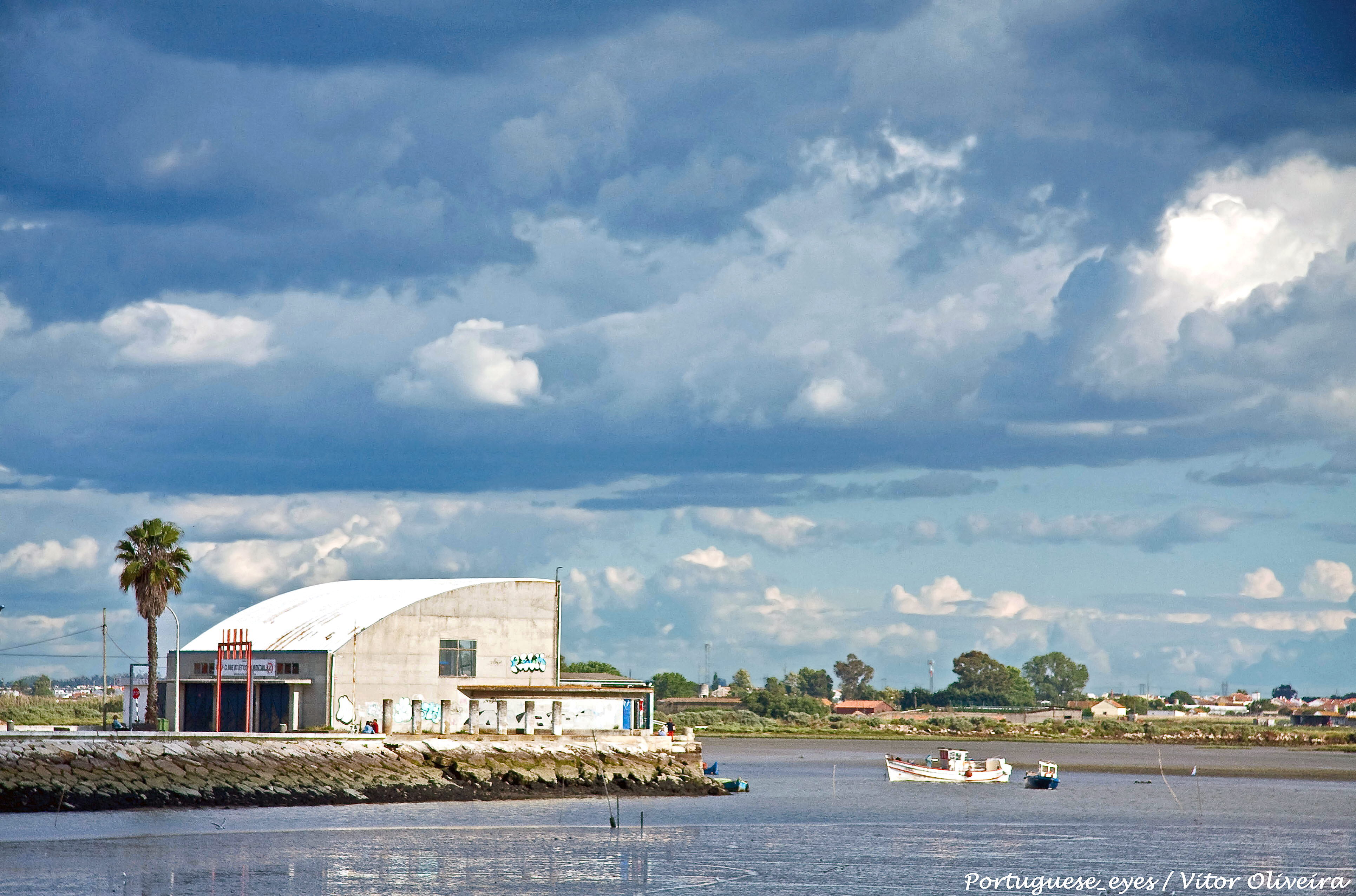
Primeiro Terminal Fluvial do Montijo no centro da cidade, atual centro Náutico e Escola de Karate e Canoagem do Clube Atlético do Montijo

### Cais dos Vapores
Em 1987 foi entregue o estudo prévio do projeto de construção do primeiro Terminal Fluvial do Montijo, junto ao Cais dos Pescadores, onde se encontra atualmente o Centro Náutico e Escola de Karate e Canoagem do Clube Atlético do Montijo. A inauguração do edifício ocorreu em 1994 e foi projetado pelo arquiteto Raul Ceregeiro, substituindo o anterior porto de acesso ao Montijo e reaproveitando parte da infraestrutura dos cais de embarque. Foi nomeado para o Prémio Secil em 1996.
Em 2025, a Câmara Municipal do Montijo assumiu a gestão do edifício do antigo terminal fluvial do Cais dos Vapores, na sequência da assinatura de um protocolo com a Administração do Porto de Lisboa. O protocolo estabelece que, num prazo de seis meses, o município deve apresentar um plano de investimentos e respetivo mapa de amortizações. A autarquia pretende recuperar o edifício e integrá-lo no projeto de requalificação da frente ribeirinha, com vista à instalação de atividades culturais, desportivas, náuticas e de lazer. Esta intervenção insere-se numa estratégia de valorização da zona ribeirinha, reforçando o seu potencial como espaço público qualificado e acessível à população.

### Cais do Seixalinho
Em dezembro de 2002 foi inaugurado o atual Terminal Fluvial do Montijo, também denominado de Cais do Seixalinho, com projeto da autoria da Tetractys Arquitectos, e desativado o Terminal Fluvial do Montijo original localizado no centro da cidade. A localização do novo terminal fluvial, no Esteiro do Montijo, leva a que se encontre bastante isolado da malha urbana, tendo sido construído no extremo de um aterro de forma a viabilizar o acesso fluvial numa zona onde a água tem relativamente pouca profundidade.